# Saint-Boniface (Manitoba)
Saint-Boniface ist ein Stadtteil von Winnipeg in der kanadischen Provinz Manitoba und die Heimat der meisten Frankokanadier der Stadt. Er liegt im Südosten der Stadt und umfasst die Viertel Le Vieux Saint-Boniface, Norwood, Windsor Park, Southdale, Southland Park, Royalwood und Island Lakes. Sehenswürdigkeiten sind die Kathedrale Saint-Boniface, der Boulevard Provencher, die Provencher-Brücke, die Esplanade Riel, das Krankenhaus Saint-Boniface und das Collège universitaire de Saint-Boniface.

## Persönlichkeiten
- Len Cariou (* 1939), Schauspieler am Broadway
- Duane Derksen (* 1968), Eishockeytorwart
- Paul Dumouchel (1911–2000), römisch-katholischer Erzbischof von Keewatin-Le Pas
- Armand Ferland (1926–2021), Militärmusiker, Klarinettist, Dirigent und Musikpädagoge
- Butch Goring (* 1949), Eishockeyspieler und -trainer
- George R. D. Goulet, Schriftsteller
- Robert Hunter (1941–2005), Politiker und Mitgründer von Greenpeace
- Trevor Kidd (* 1972), Eishockeytorwart
- Dan Lambert (* 1970), Eishockeyspieler und -trainer
- Ray Neufeld (* 1959), Eishockeyspieler
- Henri-Jean-Marie Prud’homme (1882–1952), römisch-katholischer Bischof von Prince-Albert
- Louis Riel (1844–1885), Anführer der Métis und Gründer von Manitoba
- Gabrielle Roy (1909–1983), Schriftstellerin
- Lucille Starr (1938–2020), Country-Sängerin
- John Winiarz (* 1952), Komponist und Musikpädagoge

## Weblinks

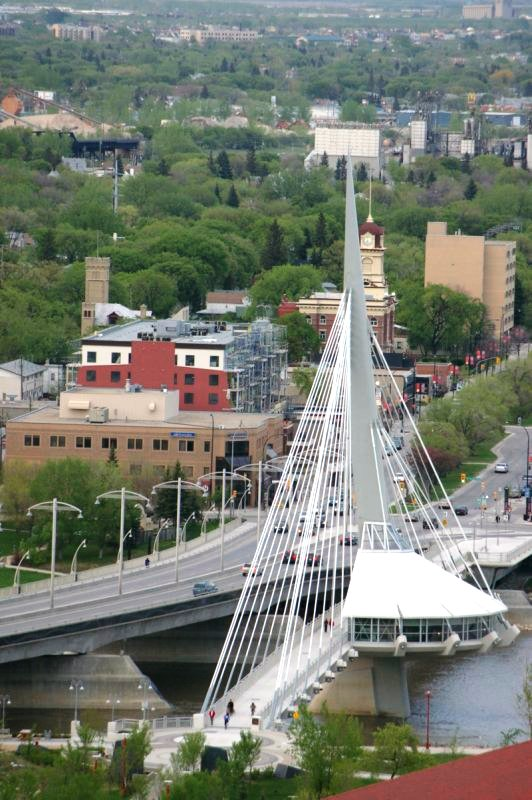
Esplanade Riel und Provencher-Brücke
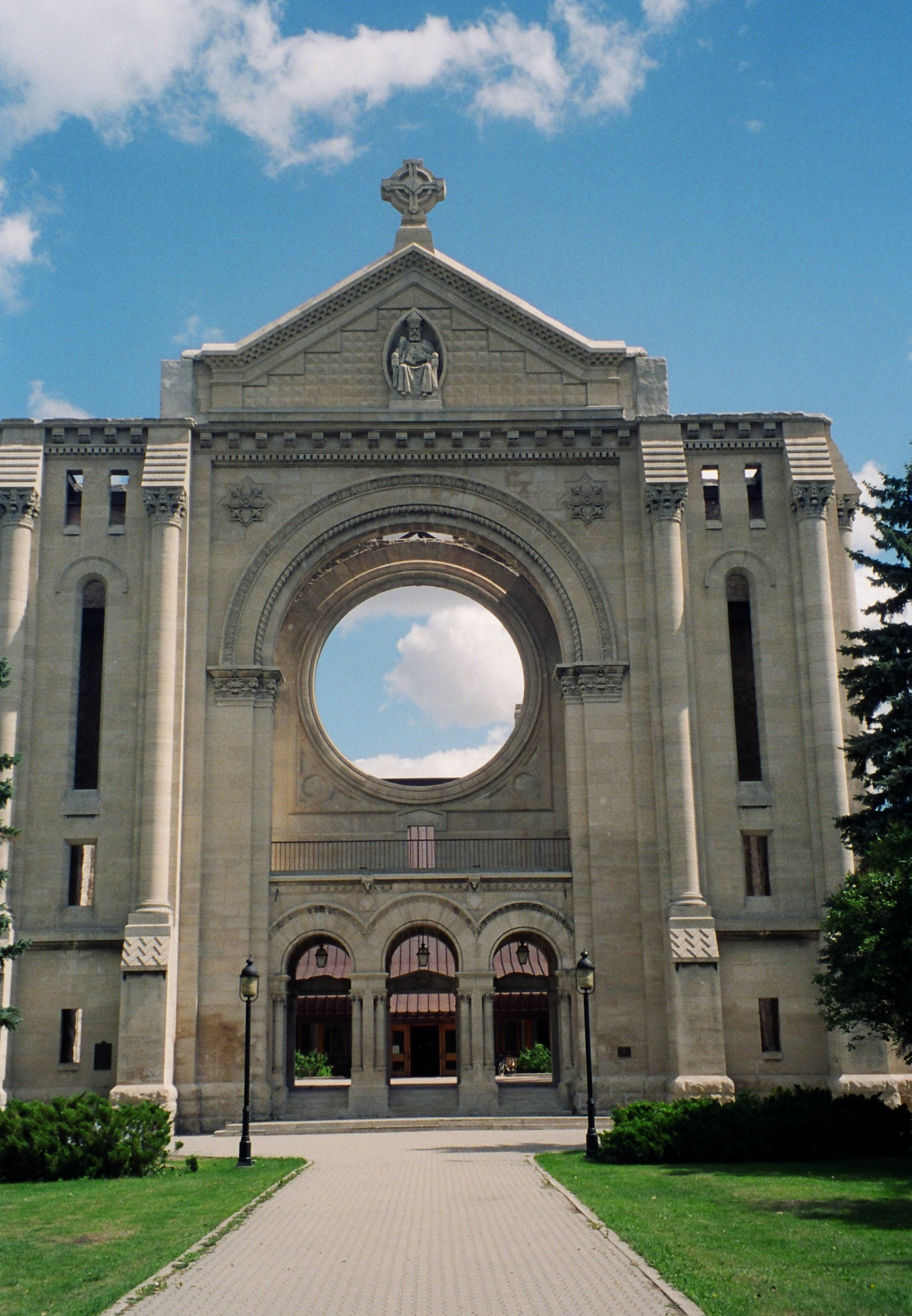
Die Cathédrale Saint-Boniface, der „Dom“, dem heiligen Bonifatius geweiht